# Очиваронго
Очиваронго (англ. Otjiwarongo, афр. Otjiwarongo, нім. Otjiwarongo) — місто в Намібії, є адміністративним центром області Очосондьюпа.

## Географія
Місто Очиваронго розташоване в центральній частині Намібії, між «трикутником Отаві» (Отаві і Цумеб), які перебувають на півночі, і столицею країни Віндгуком, що лежить за 250 кілометрів на південь. На схід від міста знаходиться плато Ватерберг і однойменний національний парк.
Чисельність населення Очиваронго становить 22.900 чоловік (на 2010). У місті знаходяться правління двох організацій, що займаються захистом гепардів та інших великих хижаків сімейства котячих, які живуть в природних умовах. У східній частині Очиваронго розташована єдина в Намібії ферма з вирощування крокодилів[джерело?].

## Історія
Місто було засноване в 1891 році німецькими переселенцями на території тодішньої колонії Німецька Південно-Західна Африка. В 1907 році до Очиваронго була прокладена залізнична колія. Перед міським вокзалом встановлений «Старий Хеншель» — паровоз, побудований для колонії в 1912 році на заводі фірми Henschel в Касселі. В 1939 році Очиваронго отримав міський статус.

## Уродженці
- Дірк Мадж (*1928) — намібійський та південноафриканський політик, африканерський націоналіст.
- Хаге Гейнгоб (нар. 3 серпня 1941) — намібійський політичний і державний діяч. Президент Намібії з 2015. До президентства двічі обіймав посаду прем'єр-міністра.

| Намібія | Це незавершена стаття з географії Намібії. Ви можете допомогти проєкту, виправивши або дописавши її. |